# Линьян де Риаса, Педро
Педро Линьян де Риаса (ум. 25 июля 1607, Мадрид) — испанский поэт-романтик периода «Золотого века».
Биографических сведений о его жизни сохранилось очень мало: в частности, среди возможных мест его рождения указываются Толедо, Калатаюд (Сарагоса) и Вильель-де-Меса (Гвадалахара). Известно, что на протяжении долгого времени он жил в Толедо, в 1582—1584 годах учился в Саламанке, где познакомился с Луисом де Гонгорой; по состоянию на 1603 год был секретарём маркиза Камарасы, а в последние годы жизни — священником церкви в Торрихосе.
Его сонеты пользовались при жизни достаточно большой известностью, в особенности «Así Riselo cantaba»; некоторые из них были включены Педро де Эспинозой в сборник «Flores de poetas ilustres». Написал также несколько пьес, впоследствии утраченных. Де Риаса был знаком с Сервантесом и Лопе де Вега, после начала конфликта между ними занял сторону последнего. Предполагается, что первоначально именно он скрывался под псевдонимом Алонсо Фернандеса де Авельянеды, написавшего вторую часть «Дон Кихота», а работа над книгой после смерти де Риасы была к 1614 году завершена его друзьями.